# Guillaume Georges-Picot
Pour les articles homonymes, voir Georges-Picot.
Guillaume Georges-Picot, né le 10 août 1898 à Étretat et mort le 26 septembre 1985 à Cormeilles-en-Parisis, est un diplomate français.

## Biographie

### Famille et formation
Guillaume Marie François Georges-Picot naît le 10 août 1898 à Étretat du mariage de Charles Georges-Picot (1866-1930), inspecteur des finances et de Denise Marie Jeanne Marthe Fouquet. Sa sœur, Sybille, est l'épouse de Georges Lewandowski, fils de Maurice.
Après des études secondaires au lycée Janson-de-Sailly, Guillaume Georges-Picot poursuit des études supérieures à la faculté de droit ; il est titulaire d'une licence en droit. En 1916, il s'engage comme volontaire.
Le 30 septembre 1932, il est secrétaire d'ambassade, chevalier de l'ordre national de la Légion d'honneur et titulaire de la croix de guerre 1914-1918 lorsqu'il épouse Nadia Biske dans le 17e arrondissement de Paris.
Le couple a deux enfants : Nina Georges-Picot (1937) et Olga Georges-Picot (1940-1997),, actrice.

### Carrière professionnelle
Entré aux Affaires étrangères le 15 décembre 1923, il est premier secrétaire d'ambassade à Pékin en 1937.
Il est nommé à Washington en février 1941.
En 1942, il rejoint la France libre et devient sous-directeur au Commissariat aux Affaires étrangères à Alger en 1943.
Il est envoyé en mission en Chine en 1944.
Il est successivement ambassadeur de France en Albanie en 1946, au Venezuela du 25 juillet 1946 au 21 avril 1949, en Argentine de 1948 à 1951 et au Mexique de 1955 à 1957.
Secrétaire général adjoint de l'ONU de 1952 à 1959, il est représentant permanent de la France au Conseil de sécurité de l'ONU de 1956, à 1959. Il préside le Comité international d'experts chargés d'étudier une réorganisation du secrétariat des Nations unies. Il publie en 1959, le Plan de réforme des méthodes et pratiques de l'O.N.U puis en mars 1962 dans Le Monde diplomatique un article titré « L’Organisation mondiale devrait tenir compte davantage des aspects juridiques des litiges ».
En 1963, il dirige une mission du Conseil national du patronat français (CNPF) en Chine peu avant que la France ne reconnaisse la Chine, le 27 janvier 1964 puis en 1964, il dirige la première exposition technique française en Chine.
Guillaume Georges-Picot préside le groupe d'étude France-Extrême-Orient du Conseil national du patronat français, il est reçu par Zhou Enlai, Premier ministre de la Chine. Il siège au conseil d'administration de plusieurs sociétés, dont la Compagnie industrielle maritime.

## Distinctions
- Commandeur de l'ordre national de la Légion d'honneur
- Croix de guerre 1914-1918[6].